# رایان فولتون
رایان فولتون (انگلیسی: Ryan Fulton؛ زادهٔ ۲۳ مهٔ ۱۹۹۶) بازیکن فوتبال اهل اسکاتلند است.

## باشگاهی
از باشگاه‌هایی که در آن بازی کرده‌است می‌توان به باشگاه فوتبال پورتسموث و باشگاه فوتبال لیورپول اشاره کرد.

## تیم ملی
وی همچنین در تیم‌های ملی فوتبال زیر ۱۶، ۱۹ و ۲۱ سال اسکاتلند بازی کرده‌است.